# Туристички водич (књига)
Туристички водич је књига са информацијама о месту, намењена за туристе. Садржи информације о смештају, знаменитостима, ресторанима, превозу и другим активностима. У ову књигу су укључене и мапе и културно-историјске информације.

## Историјат

### Стари век
Претеча водича је био периплус, документ у којем су се налазиле луке и приморске знаменитости као и приближне удаљености које је капетан брода могао очекивати на обали. Сматра се да се овај документ појавио у 1. веку наше ере. Он је служио истој сврси као и римски итинераријум путева.
Периегеза је био књижевни жанр у хеленистичком добу. Необично добро информисан и занимљив водич био је Хеладос Периегесис (Описи Грчке) од Паусанија (2. век). Ово познато дело је водич кроз занимљива места, дела архитектуре, скулптуре и обичаја античке Грчке, а данас је користан класицистима.
У средњовековном арапском свету, водичe за путнике у потрази за артефактима и благом написали су арапски ловци на благо, мађионичари и алхемичари. То је посебно био случај у Египту, где су ловци на благо пронашли вредне древне египатске старине. 

#### Путописи
Путописна литература постала је популарна током династије Сунг (960–1279) средњовековне Кине. Жанр се звао 'путописна књижевност' и често је писан у наративном, проза, есејском и дневничком стилу.
На Западу, водич се развио из објављених личних искустава аристократа који су путовали кроз Европу. Уважавање уметности, архитектуре и антике постало део васпитања и престижа. Ричард Ласелс је написао серију водича који су објављени у Паризу и Лондону (1670) а најпознатијa је The Voyage of Italy (Путовање Италијом).
 Маријанa Штарке је 1824. написала водиче за путовања кроз Француску и Италију. Осмислила је систем оцене узвиком, претече данашњих оцена звездицама.

##### Модерни водичи
Модерни водич је настао 1830-их година. Издавач Џон Мари почео је са штампањем Маријевих приручника за путнике 1836. године. Тај приручник је обухватао туристичке дестинације у Европи, Азији и северној Африци. Карл Бедекер је купио издавачку кућу која је 1828. објавила приручник за путнике професора Јоханеса Клајна под називом Rheinreise von Mainz bis Cöln; ein Handbuch für Schnellreisende (Рајнско путовање; од Мајнца до Келна; Приручник за путнике у покрету). Након што је Клајн умро, одлучио је објавити ново издање 1839. године, на које је додао многе своје идеје о ономе што је он сматрао туристичким водичем. Коначни циљ Бедекера био је да се путник ослободи потребе да тражи информације изван туристичког водича.

###### Након Другог светског рата
Након Другог светског рата појавила су се два нова имена која су комбиновала европске и америчке погледе на међународна путовања, Јуџин Фодор и Артур Фромер. Водичи оба аутора постали су темељ за каснија издања водича, која су на крају покрили дестинације широм света, укључујући и Сједињене Америчке Државе.

## Дигитални туристички водичи
Са појавом дигиталне технологије, многи издавачи су се окренули електронској дистрибуцији. Могу бити у облику докумената који се могу преузети за читање на преносивом рачунару и на паметним телефонима или као онлајн информације доступне путем веб странице. Нови онлајн интерактивни водичи као што су Tripadvisor, Wikivoyage, and Travellerspoint омогућавају путницима да поделе своја искуства и допринесу информације водичу.